# Aguilar (Kolorado)
Aguilar – miasto w Stanach Zjednoczonych, w stanie Kolorado, w hrabstwie Las Animas.